# Iron Man VR
Marvel’s Iron Man VR — компьютерная игра в жанре экшен для виртуальной реальности, разработанная компанией Camouflaj в сотрудничестве с Marvel Games и изданная Sony Interactive Entertainment в 2020 году для игровой приставки PlayStation 4. Игра основана на персонаже Marvel Comics Железном человеке. По сюжету, главный герой отказывается разрабатывать оружие для агентства «Щ. И. Т.», однако вынужден противостоять Призраку для сохранения своих технологий и наработок.

## Игровой процесс
Так как игра происходит в виртуальной реальности, в неё играют от первого лица с использованием контроллеров PlayStation Move. Контроллер в каждой руке игрока позволяет управлять репульсорным оружием Железного человека, установленным на ладони, и стабилизаторами полета. Основываясь на положении гарнитуры PlayStation VR и контроллеров Move, игрок может свободно перемещаться по различным игровым средам, чтобы атаковать боевых дронов, а также взаимодействовать с элементами игровой карты, чтобы выполнять такие действия, как деактивация взрывных устройств, ремонт сломанных предметов или тушение пожаров.
Игрок использует системы вооружения брони, включая репульсоры и различное вспомогательное оружие, например, небольшие ракеты, чтобы побеждать врагов, а также может использовать рукопашные атаки, которые получают дополнительную мощность за счет использования реактивного движения.
Кат-сцены также представлены от первого лица, что позволяет игроку взаимодействовать с объектами и свободно осматриваться, пока сюжет разворачивается вокруг них. Режимы испытаний состоят из гонок и боевых упражнений, проходящих в уже существующих игровых зонах, что дает игроку дополнительную возможность зарабатывать очки, которые он может использовать для улучшения брони.

## Разработка
Анонс игры состоялся 25 марта 2019 года во время первой онлайн-презентации SIE «State of Play». Новая броня Железного человека была представлена дизайнером Ади Грановым. В апреле 2020 года выход игры был отложен на неопределённый срок из-за пандемии коронавируса. В ноябре 2022 года игра вышла на семейство шлемов виртуальной реальности Meta Quest под издательством Oculus Studios.